# Lingua tibetana
La lingua tibetana o tibetano (nome nativo བོད་སྐད་, bod skad) è parlata dal popolo tibetano in una vasta area dell'Asia centrale e dai rifugiati tibetani sparsi in tutto il mondo: il tibetano scritto ha molta importanza nel Tibet, nel Kashmir e nelle regioni circostanti, soprattutto per il suo utilizzo nei testi buddisti.

## Fonologia

### Vocali
|                 | Anteriore    | Anteriore   | Posteriori |
| Non arrotondate | Arrotondante | Arrotondate |            |
| --------------- | ------------ | ----------- | ---------- |
| Chiuse          | [i]          | [y]         | [u]        |
| Semichiuse      | [e]          | [ø]         | [o]        |
| Semiaperte      | [ɛ]          |             |            |
| Aperte          | [a]          |             |            |

### Consonanti
|               |               | Labiale | Alveolare | Postalveolare | Retroflesse | Palatale | Velare | Glottale |
| ------------- | ------------- | ------- | --------- | ------------- | ----------- | -------- | ------ | -------- |
| Nasale        | Nasale        | m       | n         |               |             | ɲ        | ŋ      |          |
| Occlusiva     | aspirato      | pʰ      | tʰ        |               |             | cʰ       | kʰ     |          |
| Occlusiva     | non aspirato  | p       | t         |               |             | c        | k      | ʔ        |
| Affricata     | aspirato      |         | tsʰ       | tɕʰ           | ʈʂʰ         |          |        |          |
| Affricata     | non aspirato  |         | ts        | tɕ            | ʈʂ          |          |        |          |
| Fricativa     | Fricativa     |         | s         | ɕ             | ʂ           |          |        | h        |
| Approssimante | Approssimante |         | ɹ         |               |             | j        | w      |          |
| Laterale      | sorda         |         | l̥         |               |             |          |        |          |
| Laterale      | sonora        |         | l         |               |             |          |        |          |

## Vocabolario

### Numeri cardinali
La tabella indica i numeri cardinali in tibetano, birmano, cantonese, dialetto shanghainese, cinese e la traduzione italiana:
| #  | tibetano | birmano  | cantonese | shanghainese | mandarino | italiano |
| -- | -------- | -------- | --------- | ------------ | --------- | -------- |
| 1  | gcig     | thi, tha | jat       | iq           | yi        | uno      |
| 2  | gnyis    | hni      | i         | gnî          | er        | due      |
| 3  | gsum     | thoun    | sam       | se           | san       | tre      |
| 4  | bzhi     | lei      | sei       | sŷ           | si        | quattro  |
| 5  | lnga     | nga      | m         | nĝ           | wu        | cinque   |
| 6  | drug     | chao     | lok       | loq          | liu       | sei      |
| 7  | bdun     | kun hni  | tsat      | tsiq         | qi        | sette    |
| 8  | brgyad   | shit     | pat       | paq          | ba        | otto     |
| 9  | dgu      | ko       | kau       | cioê         | jiu       | nove     |
| 10 | bcu      | se       | sap       | zaq          | shi       | dieci    |

## Sistema di scrittura
L'alfabeto tibetano ha 30 consonanti. Le vocali sono i, u, e, o. Come in altre scritture indiane ogni consonante include una "a", mentre le altre vocali sono scritte con altri segni.
In tibetano non esiste spaziatura ma si usa uno speciale segno, detto tseg, per indicare la fine di ogni sillaba.
| ཀ   | ཁ    | ག   | ང   |
| ka  | kha  | ga  | nga |
| ཅ   | ཆ    | ཇ   | ཉ   |
| ca  | cha  | ja  | nya |
| ཏ   | ཐ    | ད   | ན   |
| ta  | tha  | da  | na  |
| པ   | ཕ    | བ   | མ   |
| pa  | pha  | ba  | ma  |
| ཙ   | ཚ    | ཛ   | ཝ   |
| tsa | tsha | dza | wa  |
| ཞ   | ཟ    | འ   | ཡ   |
| zha | za   | 'a  | ya  |
| ར   | ལ    | ཤ   | ས   |
| ra  | la   | sha | sa  |
| ཧ   | ཨ    |     |     |
| ha  | a    |     |     |

### Lettere utilizzate per le parole di origine sanscrita
| ཊ  | ཋ   | ཌ  | ཎ  | ཥ  |
| ṭa | ṭha | ḍa | ṇa | ṣa |

### Vocali
| ཀི  | ཀུ  | ཀེ  | ཀོ  |
| ki | ku | ke | ko |

### Grammatiche
- Donatella Rossi, Nyima Dhondup, Corso di lingua tibetana moderna, Hoepli, Milano, 2013
- Fabian Sanders, La lingua tibetana classica, Hoepli, Milano, 2016